# Schorndorf
Schorndorf és una ciutat a Baden-Württemberg, Alemanya, prop de Stuttgart. La ciutat és també coneguda com a Die Daimlerstadt (La ciutat de Daimler, en català), perquè és la ciutat on va néixer Gottlieb Daimler.

## Monuments i llocs d'interès
La ciutat es troba al Circuit alemany de l'entramat de fusta per causa del seu patrimoni ric d'edificis amb entramat de fusta.

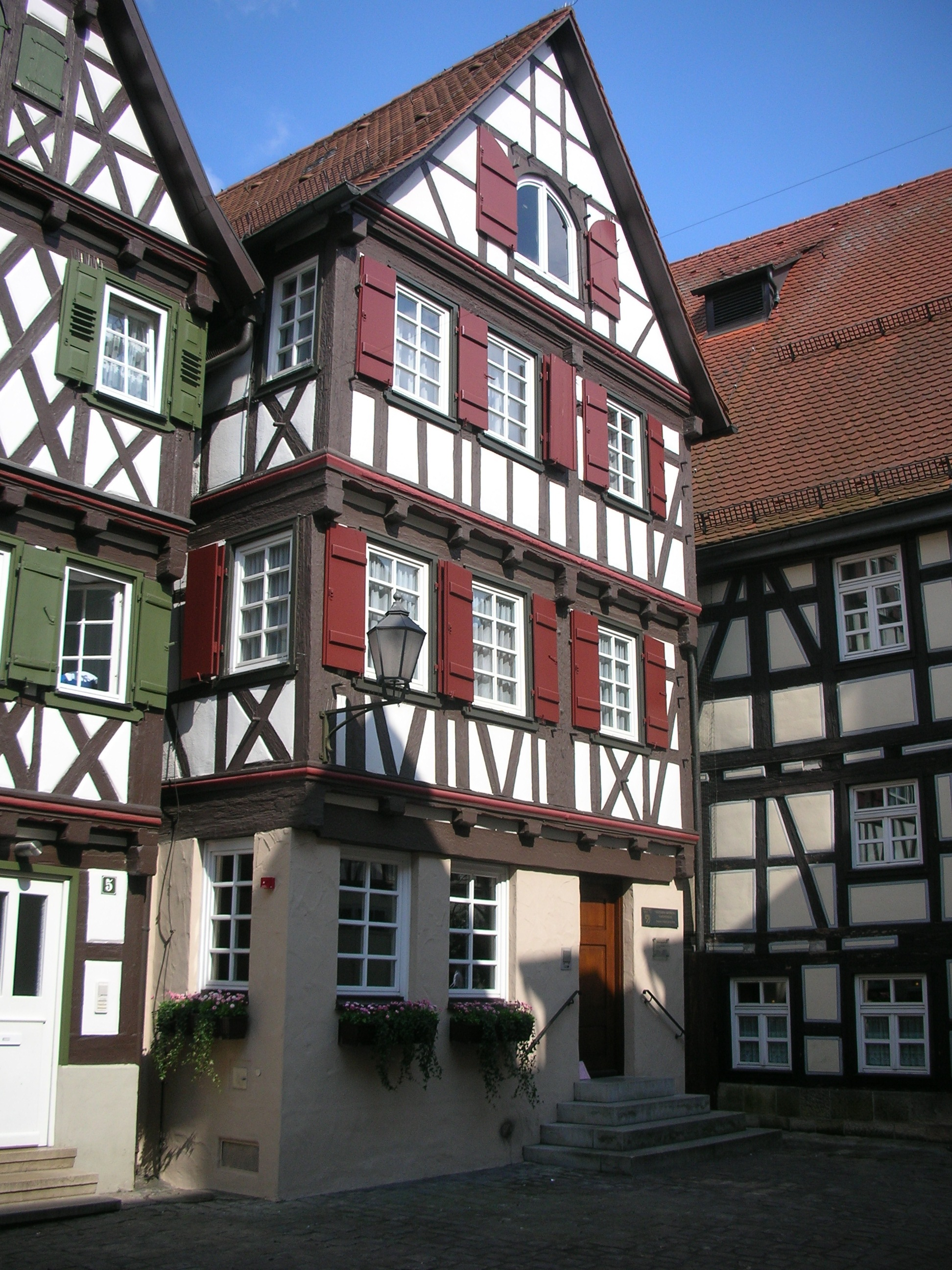
Casa natal de Gottlieb Daimler amb entramat de fusta